# Nové Domky (Rozvadov)
Nové Domky (deutsch Neuhäusl, auch Neuhäusel) ist ein Ortsteil der Gemeinde Rozvadov (Roßhaupt) in Tschechien. Er liegt zweieinhalb Kilometer nordwestlich von Rozvadov nahe der deutsch-tschechischen Grenze und gehört zum Okres Tachov.

## Geographie
Nové Domky befindet sich in der Quellmulde des Baches Jezevčí potok am Rande eines ausgedehnten Waldgebietes im böhmischen Teil des Oberpfälzer Waldes (Český les). Nordöstlich des Dorfes entspringt der Medvědí potok. Im Norden erhebt sich die Květná hora (Blümelberg, 662 m n.m.), östlich der Medvědí (Bärenfang, 662 m n.m.), im Süden der Březový vrch (Hohbirkenberg, 625 m n.m.) sowie nordwestlich der Jezevčí vrch (Dachsberg, 630 m n.m.). Nové Domky liegt am Rande des Naturparks Český les; gegen Norden erstreckt sich das Landschaftsschutzgebiet Český les. Durch den Ort führt die Příhraniční naučná stezka (Grenzlehrpfad).
Nachbarorte sind Hošťka (Hesselsdorf) und Mnichovství (Münchsfeld) im Osten, Rozcestí (Rahmbruckhäuser) und Rozvadov im Südosten, Polesí (Zirk) im Süden sowie Grafenau, Reichenau und Stöckl im Südwesten. Nové Domky ist von zahlreichen, nach dem Zweiten Weltkrieg erloschenen Ansiedlungen umgeben; nördlich Žebrácký Žďár (Petlarnbrand), westlich Arnoštin Hamr (Ernestinenhammer) sowie nordwestlich Hraničky (Reichenthal), Nová Huť (Neuhütte) und Liščí Díra (Fuchsloch).

## Geschichte

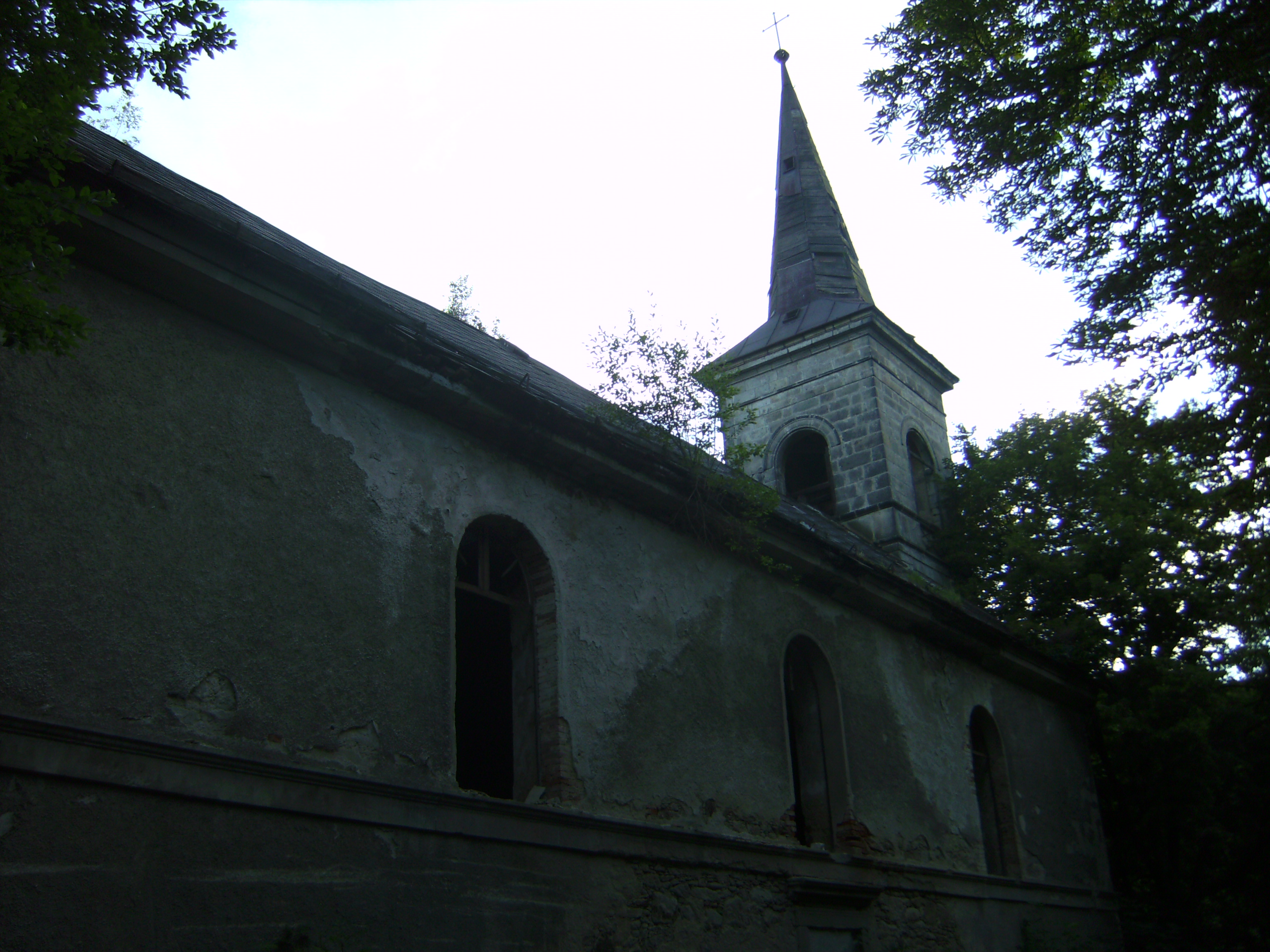
Ruine der Kirche Mariä Heimsuchung

Nachdem die Herrschaft Groß Maierhöfen 1699 das bewaldete Gebiet nordwestlich von Roßhaupt erworben hatte, begann dessen Besiedlung. Der erste Siedler war der herrschaftliche Waldhüter Weigert. Die erste schriftliche Erwähnung des Dorfes Neuhäusel erfolgte 1710. Wenig später wurde westlich von Neuhäusel ein weiteres Dorf – Reichenthal – gegründet. Zu Beginn des zweiten Drittels des 18. Jahrhunderts lebten in dem Gebiet bereits über 400 Personen.

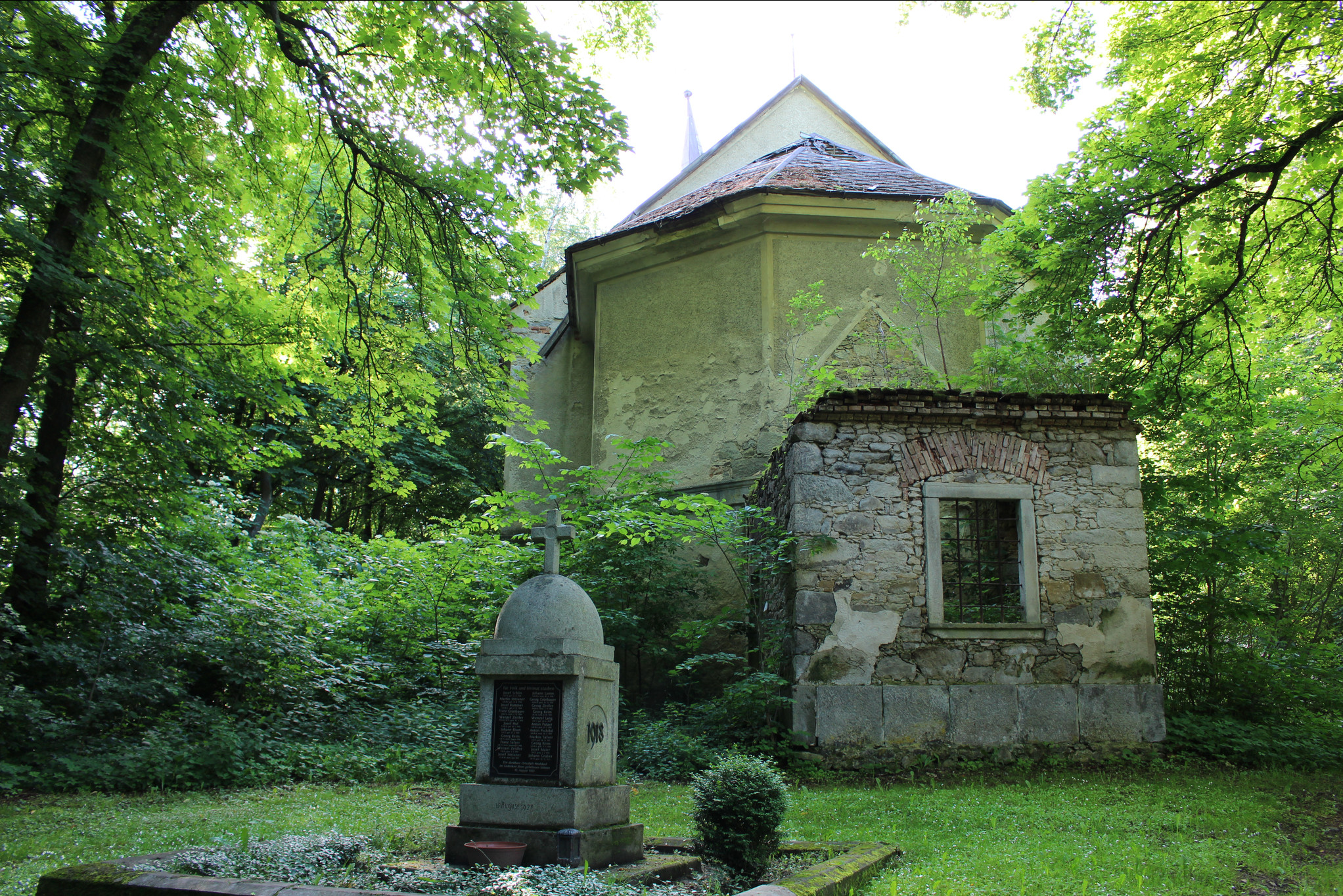
Kirche mit Kriegerdenkmal

 1785 standen in Neuhäusel 28 Häuser. 1786 wurde in Neuhäusel eine Expositur der Pfarrei Wusleben eingerichtet. Die Gottesdienste wurden mangels einer Kirche in der Kapelle neben dem Forsthaus abgehalten. Im Jahre 1787 wurde ein Friedhof angelegt. Mit der Errichtung einer steinernen Kirche wurde 1791 begonnen; durch den Ausbruch der Koalitionskriege musste der Bau jedoch eingestellt werden. 1808 wurde auf den Grundmauern der unvollendeten Kirche eine schlichte, Mariä Verkündigung gewidmete Holzkirche errichtet.
Im Jahre 1835 bestand das im Pilsner Kreis gelegene Dorf Neuhäusel aus 43 Häusern mit 413 deutschsprachigen Einwohnern. Unter herrschaftlichem Patronat standen die Kirche, das Lokalistenhaus und die Schule; außerdem gab es im Ort zwei Wirtshäuser und ein Jägerhaus. Nach Neuhäusel eingepfarrt waren Reichenthal, Roßhaupt, Zirk und Ströbel. Zwischen 1834 und 1838 ließ der Grundherr Franz Anton von Kolowrat-Liebsteinsky eine neue geräumige Kirche errichten. Bis zur Mitte des 19. Jahrhunderts blieb das Dorf der Herrschaft Groß Maierhöfen untertänig.
Nach der Aufhebung der Patrimonialherrschaften bildete Neuhäusl / Nové Domky ab 1849 mit dem Ortsteil Reichenthal / Hraničky eine Gemeinde im Bezirk Tachau und Gerichtsbezirk Pfraumberg. 1854 wurde die Kirche Mariä Verkündigung zur Pfarrkirche erhoben. Ab 1855 gehörte die Gemeinde zum Bezirk Pfraumberg. Ab 1868 war Neuhäusl wieder Teil des Bezirks Tachau. Im Jahre 1869 hatte das Dorf 447 Einwohner und bestand aus 48 Häusern. Im Jahre 1900 lebten in Neuhäusl 407 Personen, 1910 waren es 419. Nach dem Zusammenbruch der k.k. Monarchie wurde das Dorf 1918 Teil der neu gebildeten Tschechoslowakei. Beim Zensus von 1921 lebten in den 99 Häusern der Gemeinde 760 Personen, darunter 756 Deutsche und zwei Tschechen. Davon entfielen 420 auf das Dorf Neuhäusl (57 Häuser) und 340 auf Reichenthal (42 Häuser). Im Jahre 1930 bestand die Gemeinde aus 129 Häusern und hatte 757 Einwohner, von denen 423 in Neuhäusl (76 Häuser) und 334 in Reichenthal (53 Häuser) lebten. 1939 war die Einwohnerschaft auf 662 zurückgegangen. Nach dem Münchner Abkommen wurde die Gemeinde im Herbst 1938 dem Deutschen Reich zugeschlagen und gehörte bis 1945 zum Landkreis Tachau. Nach dem Ende des Zweiten Weltkrieges wurde Nové Domky wieder Teil der Tschechoslowakei. Die deutschböhmische Bevölkerung wurde vertrieben und das Dorf wegen der Grenznähe nur schwach wiederbesiedelt. Im Jahre 1950 lebten in den 76 Häusern von Nové Domky nur noch 22 Personen. Der Ortsteil Hraničky wurde 1952 nach der Errichtung des Eisernen Vorhangs aufgehoben und zerstört. Gleiches geschah mit den zahlreichen kleineren grenznahen Walddörfern, so dass das sich bis Branka erstreckende Waldgebiet heute unbesiedelt ist.
Am 1. Juli 1953 erfolgte die Eingemeindung von Nové Domky nach Rozvadov. 1961 hatte Nové Domky 68 Einwohner. 1991 lebten in den fünf Häusern von Nové Domky 16 Personen. Beim Zensus von 2011 bestand das Dorf aus 8 Wohnhäusern, in denen 18 Menschen lebten.

## Beseitigung des Eisernen Vorhangs

Denkmal der Öffnung des Eisernen Vorhangs

Am 23. Dezember 1989 durchschnitten die Außenminister der Bundesrepublik Deutschland Hans-Dietrich Genscher und sein tschechoslowakischer Amtskollege Jiří Dienstbier bei Nové Domky symbolisch den Eisernen Vorhang. Heute erinnert ein Denkmal an diesen historischen Akt.

## Ortsgliederung
Der Ortsteil Nové Domky bildet einen Katastralbezirk. Auf der Gemarkung liegen die Einschicht Žďárské Domky (Brandhäuser) sowie die Wüstungen Hraničky (Reichenthal), Arnoštin Hamr (Ernestinenhammer) und Schanzhaus.

## Söhne und Töchter des Ortes
- Manfred Kraus (1928–2021), Zoologe

## Sehenswürdigkeiten
- Denkmal der Öffnung des Eisernen Vorhangs, oberhalb der Pension Hubert an der Straße nach Jedlina
- Ruine der Kirche Mariä Heimsuchung. Seit der Vertreibung steht der 1838 errichtete geräumige Kirchenbau leer und ist dem Verfall überlassen.  Von der Kirche stehen heute nur noch die Außenmauern.
- Gedenkstein für die Gefallenen des Ersten Weltkrieges, neben der Kirche
- Friedhof, er verwilderte nach 1945 und wurde nach 1990 teilweise wiederhergerichtet.
- Haus č.p. 80, das gezimmerte Haus ist eines der wenigen erhaltenen Holzhäuser der Westböhmischen Forstbetriebe J. Kolowrat, Dianaberg, es wurde zu Beginn der 1930er Jahre errichtet. Zu Beginn der 1990er Jahre wurde es saniert, seit 1993 wird es als Pension Hubert genutzt.[7]